# 探照灯

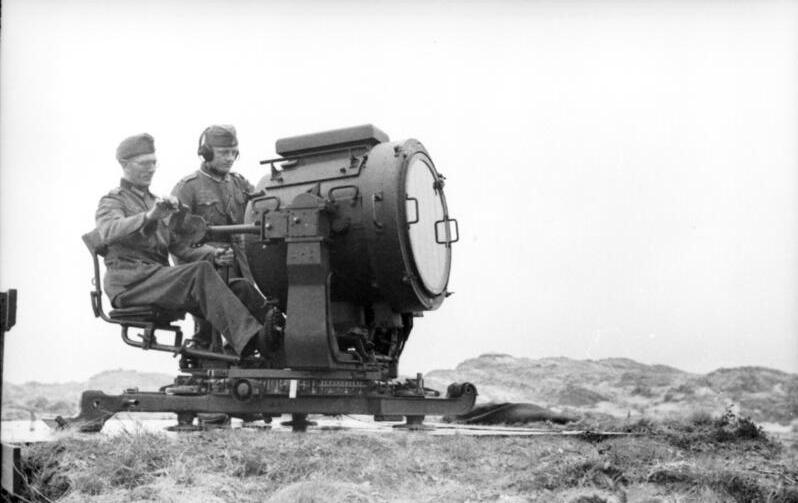
第二次世界大戰時代的防空探照燈

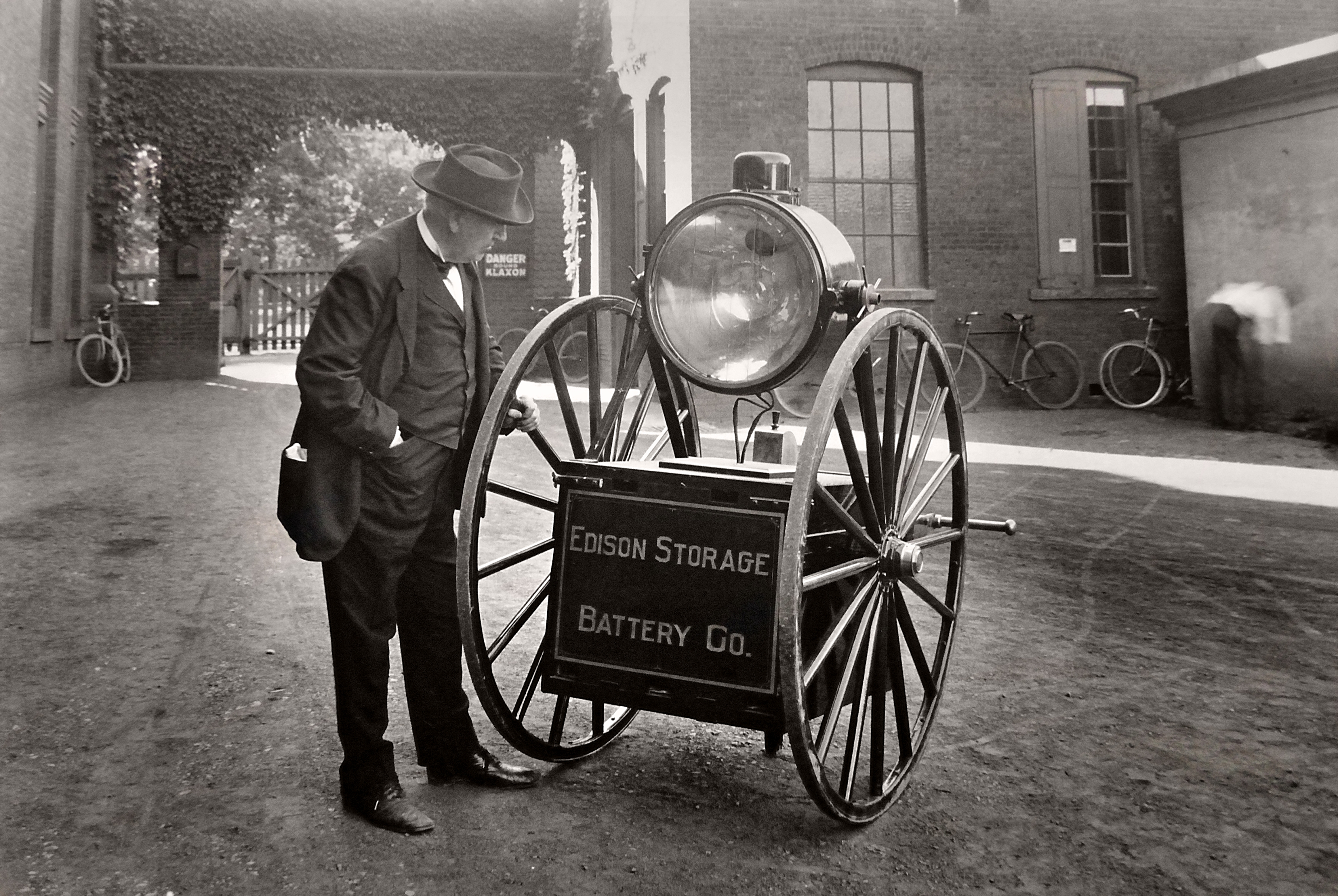
愛迪生的「探照燈車」

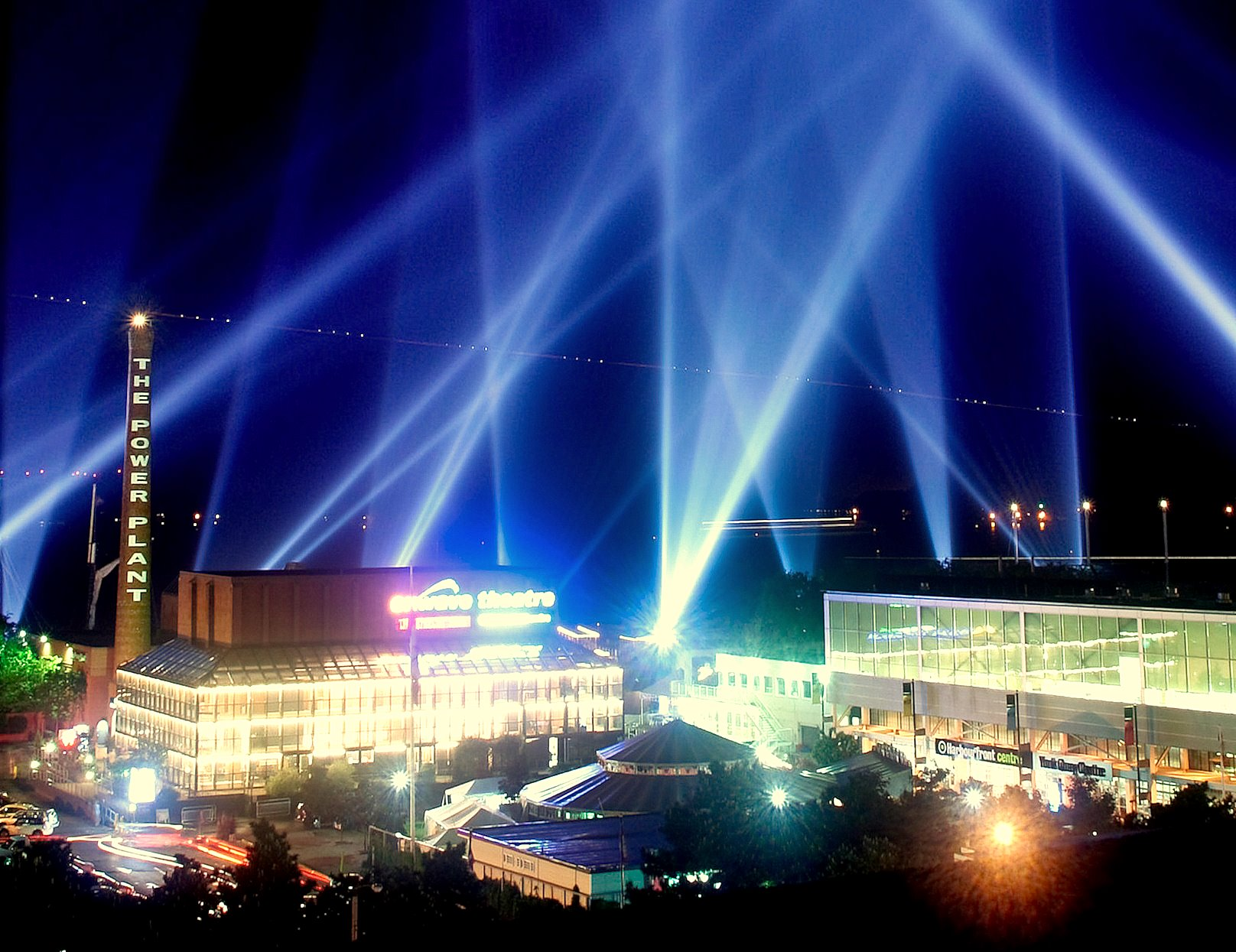
多倫多市區探照灯

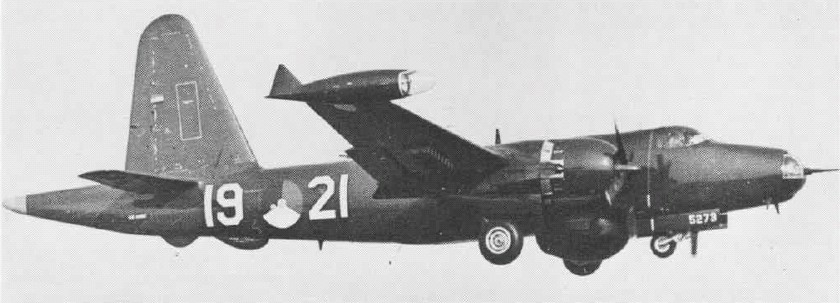
P-2海王星巡邏機的翼端探照燈

探照灯，是一種裝置，具有強大的光源以及一面能將光線集中投射於特定方向的凹面鏡，用于远距离照明和搜索的用途。考慮裝置的體積、重量與操作方便，探照灯多數附有腳架或是可移動的載具，大型探照灯甚至有專用的卡車做為載具。

## 歷史
探照灯在軍事方面的使用開始於19世紀，日俄戰爭時雙方的海軍戰艦都用探照灯於夜間搜尋敵方小型魚雷艇。探照灯也常見於海防岸炮陣地與空防部隊。第一次世界大戰约翰·弗雷德里克·查尔斯·富勒首次使用探照灯製造所謂的「人造月光」來輔助夜戰，第二次世界大戰時也曾使用相同的戰術。
第二次世界大戰時期探照灯曾被大量使用於對抗敵方的夜間空襲。當時的防空炮兵同時使用兩具探照灯，由探照灯的仰角可以用三角函數計算出敵方轟炸機的確實高度，然後用以設定高射砲彈信管，達到最大的效果。探照灯對使用光學式投彈瞄準器的轟炸機也能造成相當程度的干擾。
第二次世界大戰時期通用電氣製造的探照灯使用陀螺儀式的燈架，直徑達152.4公分鍍銠的盤狀凹面鏡，尖峰輸出達8億蠋光的碳電弧光源，專用的15千瓦的發電機，有效照距可達45到56公里。
由於雷達、人造衛星等電子監視設備技術的發展，探照灯的軍事用途日漸減少。現今，多數用於廣告，例如汽車經銷商的促銷活動、電影的首映等。

## 结构和功能
探照灯由光源和反射器构成，在其前段一般还包含一个或多个光学透镜。光线先通过反射器（曲面镜或球面镜）聚集成束，再利用光学透镜位 置和组合的不同来进行控制，最后投射出去。

## 种类

比較菲涅耳透鏡（1）和正常晶狀體(2)

- 普通型探照灯–一个简单的盒子中装有光源（经常是卤素棒）以及反射器（经常是球面镜）。

- 镜面型探照灯–置于曲面镜前的光源与透镜之间的距离可调节。

- 透镜型探照灯–光源置于球面镜前，光源前放置透镜（内平外凸），所以又称凸透镜型探照灯（英 文缩写为PC）。大型版本的此类探照灯由于凸透镜的厚度过大，会导致玻璃破碎。因此人们利用直径阶段性缩小的透镜来解决这个问题。此类探照灯则称为Stufenlinsenscheinwerfer或者按照发明者Augustin Jean Fresnel）的名字称为Fresnellinsenscheinwerfer。透镜型探照灯可以通过调节光源和透镜之间的距离来调节光线的射出角度。

- 截面型探照灯

- 自动型探照灯

## 探照灯作为武器
在第一次世界大战和第二次世界大战期间，巨大的强力探照灯被大量用于战场。例如：作为防空武器的辅助，用来标记火炮的目标，以及用作海上舰艇的搜索工具。此类强力探照灯多使用1到2米直径 的凹面镜，镜面内部镀银，在焦点处会有两根厚实的碳棒。凹面镜的边缘用耐热的石英玻璃制成的圆型顶盖封住，在需要更换碳棒 和维护时顶盖可以拆卸。探照灯的工作原理和卤素灯相同，需要大量的电能来产生强光。探照灯的光照范围可以达到数公里以上。探照灯的操作员会试图用探照灯使轰炸机中队中的第一架飞机（也叫探路者）的飞行员致盲。探路者的任务是，利用照明弹在目标周围产生圣诞树形状的标记，来引导后面的轰炸机进行 投弹。如果探路者的飞行员被探照灯致盲的话，后面的轰炸机就不知道要如何投弹了。